# Progar
Progar (em cirílico:Прогар) é uma vila da Sérvia localizada no município de Surčin, pertencente ao distrito de Belgrado, na região de Syrmie. A sua população era de 1502 habitantes segundo o censo de 2009.

## Demografia
| 1948  | 1953  | 1961  | 1971  | 1981  | 1991  | 2002  |
| ----- | ----- | ----- | ----- | ----- | ----- | ----- |
| 1 354 | 1 267 | 1 354 | 1 239 | 1 367 | 1 457 | 1 455 |